# CERN Internet eXchange Point
Het CERN Internet eXchange Point (CIXP) is een internet exchange bij Genève in het westen van Zwitserland. Het internetknooppunt is gesitueerd bij CERN.

## Geschiedenis
Het knooppunt werd in de laten jaren 1980 opgezet, waarbij men gebruik maakte van ethernet switching technologie. In 1989 werd de eerste pan-Europese internetbackbone opgezet via de CIXP
In 1990 werd de eerste T1-verbinding met NSFnet in de Verenigde Staten gemaakt. Toentertijd was de topsnelheid over deze trans-Atlantische verbinding 1,5 Mb per seconde.
In 1996 werd de Europese telecomindustrie gederegulariseerd, waarna CIXP een van de eerste carrier-neutrale datacenters in de wereld werd.
In november 2012 werd er in Genève nog een datacenter in gebruik genomen waarbij CIXP uitgebreid werd om dit datacenter te omvatten. Eerder had er al een uitbreiding plaatsgevonden en de drie locaties zijn met elkaar verbonden.
In oktober 2001 werd CIXP lid van de Euro-IX.